# Pellobunus
Pellobunus is een geslacht van hooiwagens uit de familie Samoidae.
De wetenschappelijke naam Pellobunus is voor het eerst geldig gepubliceerd door Banks in 1905. 

## Soorten
Pellobunus omvat de volgende 7 soorten:
- Pellobunus camburalesi
- Pellobunus haitiensis
- Pellobunus insularis
- Pellobunus insulcatus
- Pellobunus longipalpus
- Pellobunus mexicanus
- Pellobunus trispinatus